# ديديوس جوليانوس
ديديوس جوليانوس (باللاتينية: Didius Julianus) (و. 133 – 193 م) هو سياسي من روما القديمة. ولد في ميلانو.
توفي في روما، عن عمر يناهز 60 عاماً. بسبب قتل.

## حياته الأولى
أباه هو كوينتوس بيترونيوس ديدوس سيفيروس وأمه إيميليا كلارا ترجع أصول والده إلى مدينة ميلان الإيطالية بينما ترجع أصول والدته إلى شمال أفريقيا وهي من أصل رومانى إخوته هم ديدوس بروكولوس وديدوس نوميوس ألبينوس تربى ديدوس على يد دوميتيا لوسيللا والدة الإمبراطور ماركوس أوريليوس التي بمساعدتها بدأ أول طريقه في حياته السياسية مبكرا جدا تزوج في عام 153 من امرأة تدعى مانيلا سكانتيللا التي أنجبت له إبنته الوحيدة ديديا كلارا

## حياته المهنية
تولى يوليانوس منصب القسطور في البداية وبعد ذلك في العام 162 تولى منصب قاضى وتم ترشيحه لقيادة الفيلق الثانى والعشرين في ماينز وفي العام 170 تولى منصب الحاكم في على بلجيكا الغالية وبقى في هذا المنصب مدة خمس سنوات ثم ترقى إلى مرتبة القنصلية في عام 175 جنبا إلى جنب مع برتيناكس.تولى أيضا منصب حاكم دالماتيا و جرمانيا الصغرى ثم وجهت إليه تهمة الاشتراك في قتل برتيناكس إلا أن المحكمة برأته من هذه التهمة. حكم بيثينا بعد ذلك وخلف برتيناكس في منصب بروقنصل«والى» أفريقيا.

## توليته الحكم
بعد مقتل برتيناكس أعلن القتلة من الحرس الإمبراطورى أن العرش معروضا للبيع لمن يدفع أعلى سعر فأسرع تيتوس فلافيوس كلاوديوس صهر الإمبراطور القتيل من المعسكر الذي كان قد أرسل إليه ليهدأ الجنود فيه إلى القصر ليقدم عرضه عندها أسرع يوليانوس إلى بوابة القصر بدوره ليشارك في المزاد. عرض تيتوس مبلغ 20000 في حين رفع يوليانوس عرضه إلى 25000 ففتح الحرس البوابة وحيوه قيصرا لهم وأعلن إمبراطورا وتحت ضغط وتهديد من الجيش قام المجلس الشيوخ بإعلانه إمبراطورا للإمبراطورية الرومانية.

## فترة حكمه
بمجرد توليه الحكم قام بإبطال كافة الإصلاحات النقدية التي قام بها سلفه برتيناكس فقام بتخفيض جودة الفضة من 87% إلى 81.5% ثم تخفيض وزنها من 2.75 إلى 2.40 جراما وقد ظن أن الأوضاع ستهدأ له بعد ذلك إلى أن الشعب الرومانى لم يحتمل ذلك العار الذي حل على روما حيث يعرض عرش الإمبراطور في مزاد علنى فهب الشعب ثائرا عليه وأطلقوا عليه ألقاب «السارق والقاتل» ثم قام الغوغاء في أحد الأيام باعتراض طريقه إلى مبنى الكابيتول وألقوا عليه الحجارة.ولما إنتشرت أخبار الشغب والفوضى الدائرة في روما في أرجاء الإمبراطورية رفض كل من القائد بيسكينيوس نيجر في سوريا وسيبتيموس سيفيروس في بانونيا و كلاوديوس ألبينوس في بريطانيا الاعتراف بسلطة يوليانوس على الإمبراطورية. ولأن سفيروس كان هو الأقرب من الثلاثة إلى روما فكان هو الأخطر من الثلاثة لذلك تم إعلانه من قبل الإمبراطور عدوا للإمبراطورية وتم ترشيح أحد القادة ليحل محله وأرسل نوابا من مجلس الشيوخ لإقناع الجنود الذين تحت إمرته بالتخلى عنه.بدأ الحرس الإمبراطورى الذين كانوا بعيدين فترة طويلة عن ميادين القتال بالإعداد للقتال فأقاموا التحصينات وأعادوا التدريبات العسكرية التي كانوا قد أهملوها. أما سيبتيموس سيفيروس فقد حصل على دعم القائد كلاوديوس ألبينوس فأعلن نفسه قيصرا وتقدم بقواته إلى روما فإستولى على الأسطول في مدينة رافينا وهزم قائد الحرس الإمبراطورى تيليوس كريسبينوس الذي أرسله الإمبراطور لإيقافه. وكان سفيروس قد حصل لقضيته على دعم السفراء الذين أرسلهم الإمبراطور لتفريق قواته عنه . ولما علم يوليانوس ما كان من هزيمة جيش الحرس الإمبراطورى وأيقن أن الحرس أصبح يفتقد إلى الانضباط والمهارة العسكرية اللازمة لمعالجة الوضع حاول التفاوض مع سيفيروس وعرض تقسيم الإمبراطورية معه إلا أن سفيروس رفض العرض وأكمل تقدمه عبر إيطاليا.ثم أرسل سيفيروس إلى الحرس الإمبراطورى يعدهم بالعفو عنهم وعدم عقابهم في حالة تسليم قتلة الإمبراطور برتيناكس الحقيقيين له فقاموا بالقبض عليهم وتسليمهم له.أما مجلس الشيوخ فقد أعلن سيبتيميوس سيفيروس إمبراطورا وحكم بالموت على ديدوس يوليانوس.وتخلى الجميع عن يوليانوس بإستثناء أحد قادة الحرس وزوج إبنته سيكيستيوس كورنيليوس ريبنتنيوس.

## مقتله
تم قتل يوليانوس في القصر الإمبراطورى على يد أحد الجنود في الشهر الثالث من فترة حكمة في 1 يونيو عام 193 وتم تسليم جثته إلى زوجته وإبنته ودفن في مقبرة جده.وكا آخر ما نطق به قبل موته «ما الشر الذي إرتكبته؟ومن قتلت؟».

## مناصب
تولى منصب إمبراطور روماني (193–193)، وعضو مجلس الشيوخ الروماني القديم، وconsul of the Roman Empire.